# Тупицын, Евграф Козьмич
Евграф Козьмич Тупицын (возможно написание имени Ефграф, 1832—1878) — российский изобретатель, купец, основатель Пермского фосфорного завода. 
В 1871 году впервые в России начал производить фосфор, разработав технологию его изготовления. Активно занимался также общественной и благотворительной деятельностью.

## Биография
Родился Евграф Тупицын в селе Красном Гороховецкого уезда Владимирской губернии. Четырнадцати лет от роду он поехал в Казань вместе с артелью богомазов (иконописцев). Работал лавочным мальчиком при аптеках. Благодаря отличной памяти хорошо разбирался в номенклатуре товаров, интересовался, из чего изготавливается товар, проходивший через его руки. Так Тупицына заметил и взял к себе в лабораторию известный химик Н. Н. Зинин.
В 1848 последний уехал в Петербург. Тупицын же ехать в столицу отказался и перебрался в Пермь. Там он открыл аптечную и химическую торговлю, а в домашней бане организовал собственную химическую лабораторию. Первым его изобретением стал новый состав глазури.
Тупицын открыл посудо-фаянсовый завод, потратив на это почти все деньги, которые у него были (20 000 рублей) и взяв в совладельцы купца Григорьева. На них работало от 70 до 300 человек, но в 1873 году фабрику пришлось закрыть. Причинами стали дороговизна доставки сырья и напряженная конкуренция с более крупными и старыми производителями.
Тем не менее, в декабре 1871, разработав технологию производства фосфора из костей животных, которые предприниматель покупал у крестьян, и меры безопасности при работе с этим опасным веществом, Тупицын открывает фосфорный завод в Перми, на реке Данилихе. Завод состоял из двенадцати отделений. Идея Евграфа Козьмича состояла в том, чтобы производить российский фосфор вместо весьма дорогого импортного (английского), а подтолкнуло к ней то обстоятельство, что, занимаясь аптечной торговлей, Тупицын мог оценить, как много дорогих английских фосфорных спичек проходит через его руки и продается в России. Чтобы предприятие могло функционировать, владельцу пришлось производить не только сам фосфор, но и оборудование (например, реторты), а также кислоту, необходимые для работы завода. Завод состоял из двенадцати корпусов, работало на нём до 250 рабочих.
К 1877 фосфорный завод Тупицына обошел всех конкурентов и покрывал 63 % нужд России в фосфоре. Цену на фосфор удалось сбить почти в два раза, с 99 до 50 рублей за пуд.
Скончался, подорвав здоровье тем, что работал в ядовитой атмосфере паров фосфора. Завод перешел к его супруге, а затем был унаследован сыновьями Тупицына Алексеем и Владимиром. В 1910 году он закрылся.

## Посмертное признание
На Всероссийской Художественно-промышленной выставке 1882 года Тупицыны получили Серебряную медаль, «за основание фосфорного завода и выделку фосфора очень хорошего качества при весьма значительных размерах производства». А в 1887 на Екатеринбургской научно-промышленной выставке завод братьев Тупицыных был награждён большой серебряной медалью. Всего пермский фосфор награждался медалями четыре раза. Шел он и на экспорт.